# Brad Raffensperger

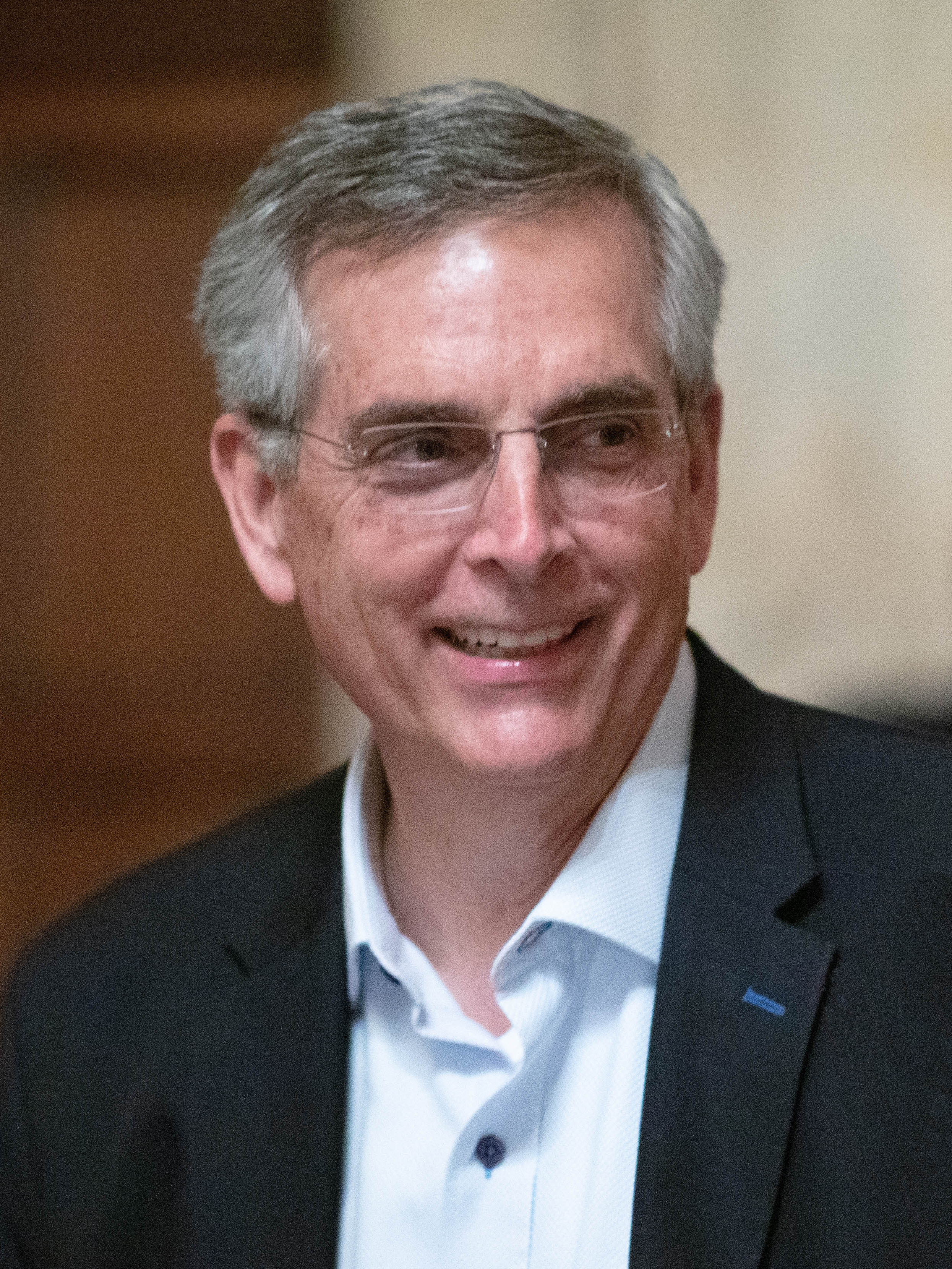
Brad Raffensperger, 2022

Bradford Jay Raffensperger (* 18. Mai 1955) ist ein amerikanischer Politiker der Republikanischen Partei. Er ist der Secretary of State (vergleichbar einem Innenminister) des Bundesstaates Georgia.

## Leben
Bradford „Brad“ Raffensperger erhielt an der University of Western Ontario einen Bachelor und einen Master of Business Administration an der Georgia State University.
Raffensperger ist verheiratet und hat mit seiner Frau Tricia drei Kinder. Das Paar lebt gemeinsam in Johns Creek im Großraum Atlanta.

## Politik

### Bundesstaatliche Ebene
Er war vom 10. Februar 2015 bis 14. Januar 2019 Abgeordneter im Repräsentantenhaus von Georgia. Seit 2019 ist er der 29. Secretary of State des Bundesstaates Georgia und damit der gewählte Wahlaufseher.

#### Rolle nach der Präsidentschaftswahl 2020
In Georgia erhielt Donald Trump bei der Präsidentschaftswahl am 3. November 2020 11.779 Stimmen weniger als Joe Biden. Trump bezeichnete das knappe Wahlergebnis auch nach nochmaliger Auszählung als Betrug und schickte das republikanische Kongressmitglied Doug Collins nach Georgia, offenbar um eine nachträgliche Änderung des Wahlergebnisses zu erzielen. Raffensperger bezeichnete Collins als „Lügner“ und „Scharlatan“ und machte am 16. November publik, wie massiv er von republikanischen Abgeordneten und anderen unter Druck gesetzt worden sei, Briefwahlstimmen in Georgia für ungültig erklären zu lassen. Die Wahlergebnisse wurden in Georgia zweimal nachgezählt. Es wurden keine Hinweise auf Wahlbetrug gefunden. Am 20. November bestätigte Raffensperger formell den Wahlsieg Bidens in Georgia.
Am 2. Januar 2021 rief Präsident Trump selbst Raffensperger an, mit dem Ansinnen er möge „11.780 Stimmen“ für die Republikanische Partei „finden“ und das Ergebnis zu seinen Gunsten nachträglich „nachzuberechnen“. Raffensperger und sein Rechtsbeistand für das Büro des Innenministers von Georgia, Ryan Germany, wiesen dies zurück. In dem Telefongespräch bedrohte Trump Raffensperger. Raffensperger verwies auch darauf, dass die Ergebnisse vor Gericht Bestand gehabt hätten.
Die Washington Post veröffentlichte einen Mitschnitt des etwa einstündigen Gesprächs, wonach Trump behauptete, Raffensperger mache sich, nach seiner Einschätzung, einer Straftat schuldig, wenn er gegen einen vermeintlichen Wahlbetrug nicht vorgehe. Im Artikel der Washington Post hieß es, das „umherschweifende und teilweise unzusammenhängende Gespräch“ zeige, wie „besessen und verzweifelt“ Trump angesichts seiner Wahlniederlage sei. Trump glaube noch immer, dass er das Ergebnis in genügend Staaten ändern könne, um sich eine zweite Amtszeit zu sichern. Präsident Trump reichte Klage gegen Brad Raffensperger ein.

### Wahl 2022 zum Secretary of State
Raffensperger gewann im Mai 2022 die republikanische Primary (Vorwahl) gegen den von Trump unterstützten Jody Brownlow Hice, der zu diesem Zeitpunkt Abgeordneter des US-Repräsentantenhauses war. Er trat dadurch am 8. November 2022 unter anderem gegen die Demokratin Bee Nguyen an, welche er mit einem Vorsprung von knapp 5 Prozentpunkten besiegte.